# Juicy Salif

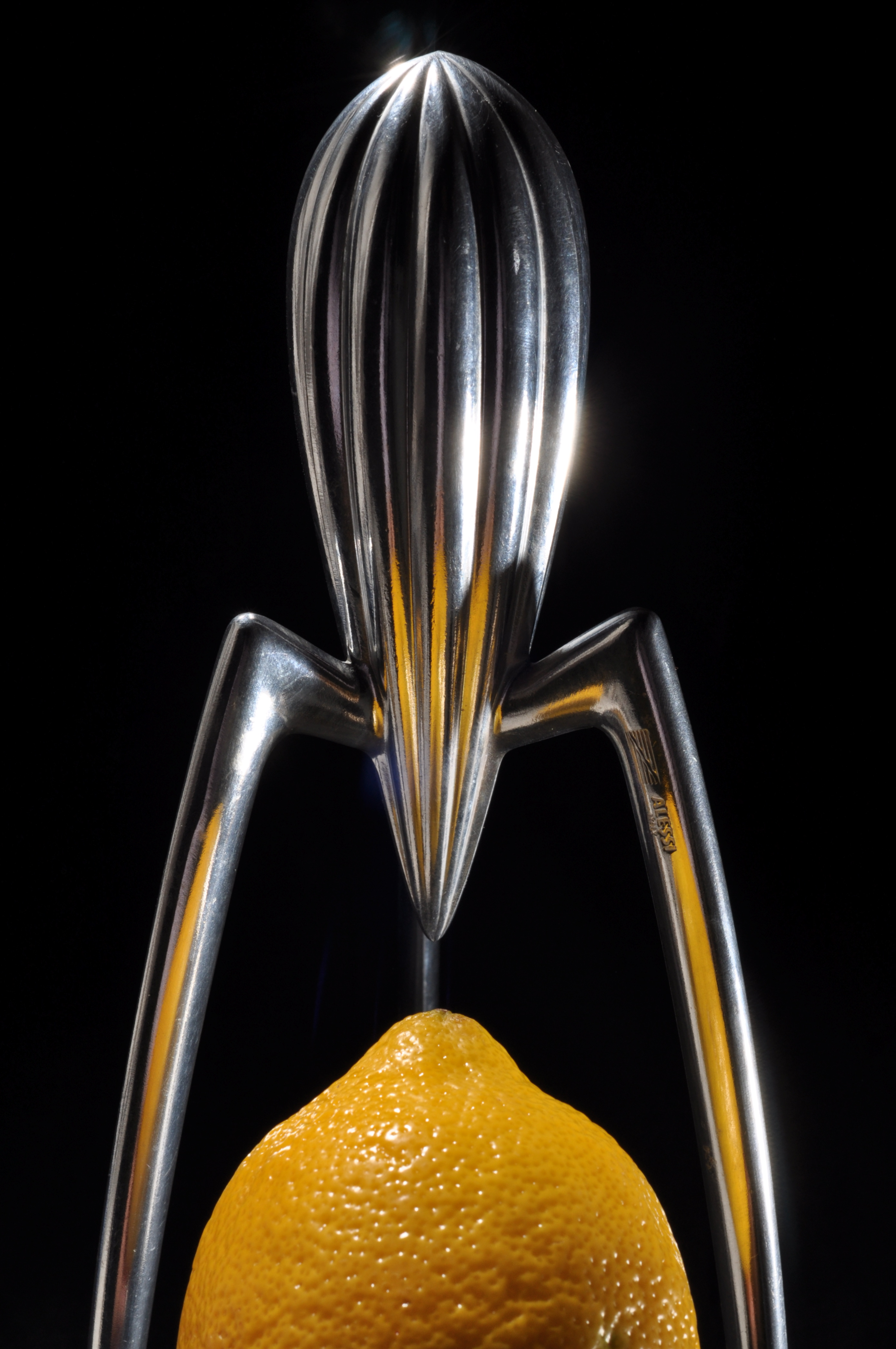
Juicy Salif.

El Juicy Salif es un exprimidor de fruta diseñado por Philippe Starck en 1990. Está considerado como una pieza de coleccionistas y un icono del diseño industrial[cita requerida]. A pesar de que muchas personas piensen que el diseño está inspirado en una araña[cita requerida]; Phillipe Starck hizo un primer boceto del exprimidor en la servilleta de papel del restaurante donde estaba comiendo, justo después de tener que exprimir limón en un plato de calamares.
Está comercializado por la compañía italiana Alessi. Mide 14cm de diámetro y 29cm de altura; está fabricado en aluminio pulido.
Para el décimo aniversario, se lanzó una serie de 10 000 exprimidores bañados en oro, que fueron numerados individualmente. También existe una versión en blanco y negro. Los dos son productos para coleccionistas, particularmente la versión en blanco y negro, ya que es muy difícil de encontrar. La versión bañada en oro es ornamental, ya que el ácido cítrico del limón decolora y erosiona el baño.